# Freifallrettungsboot

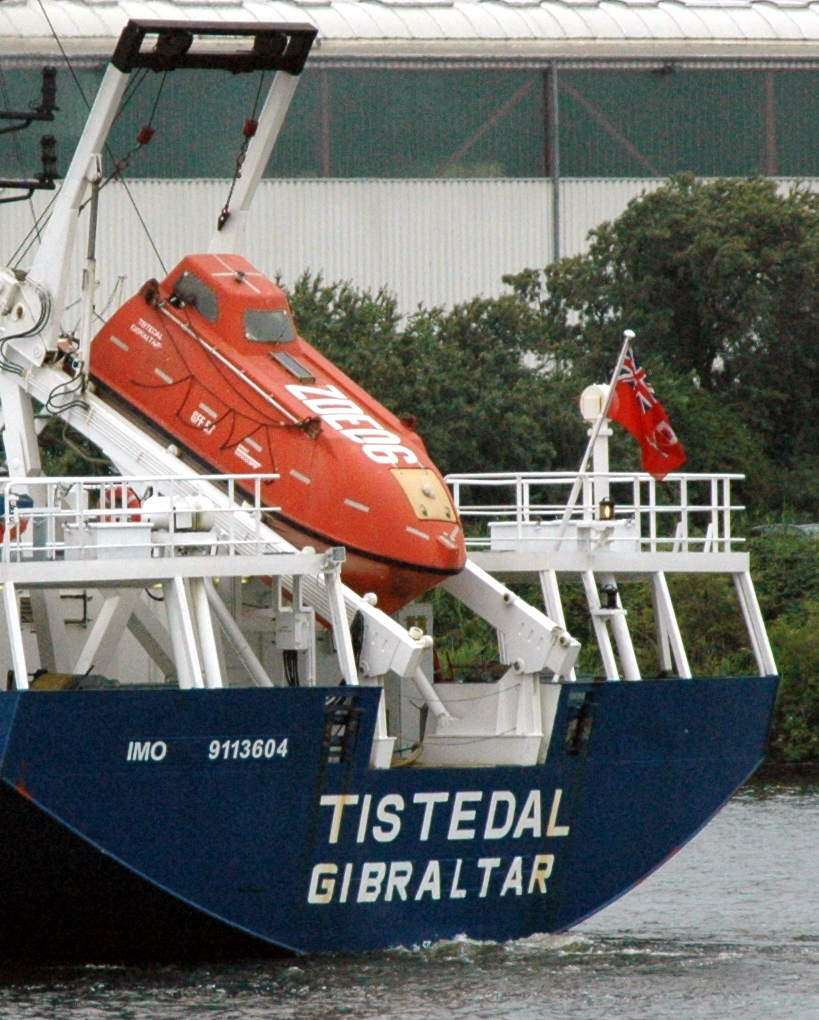
Freifallrettungsboot am Heck eines Frachters

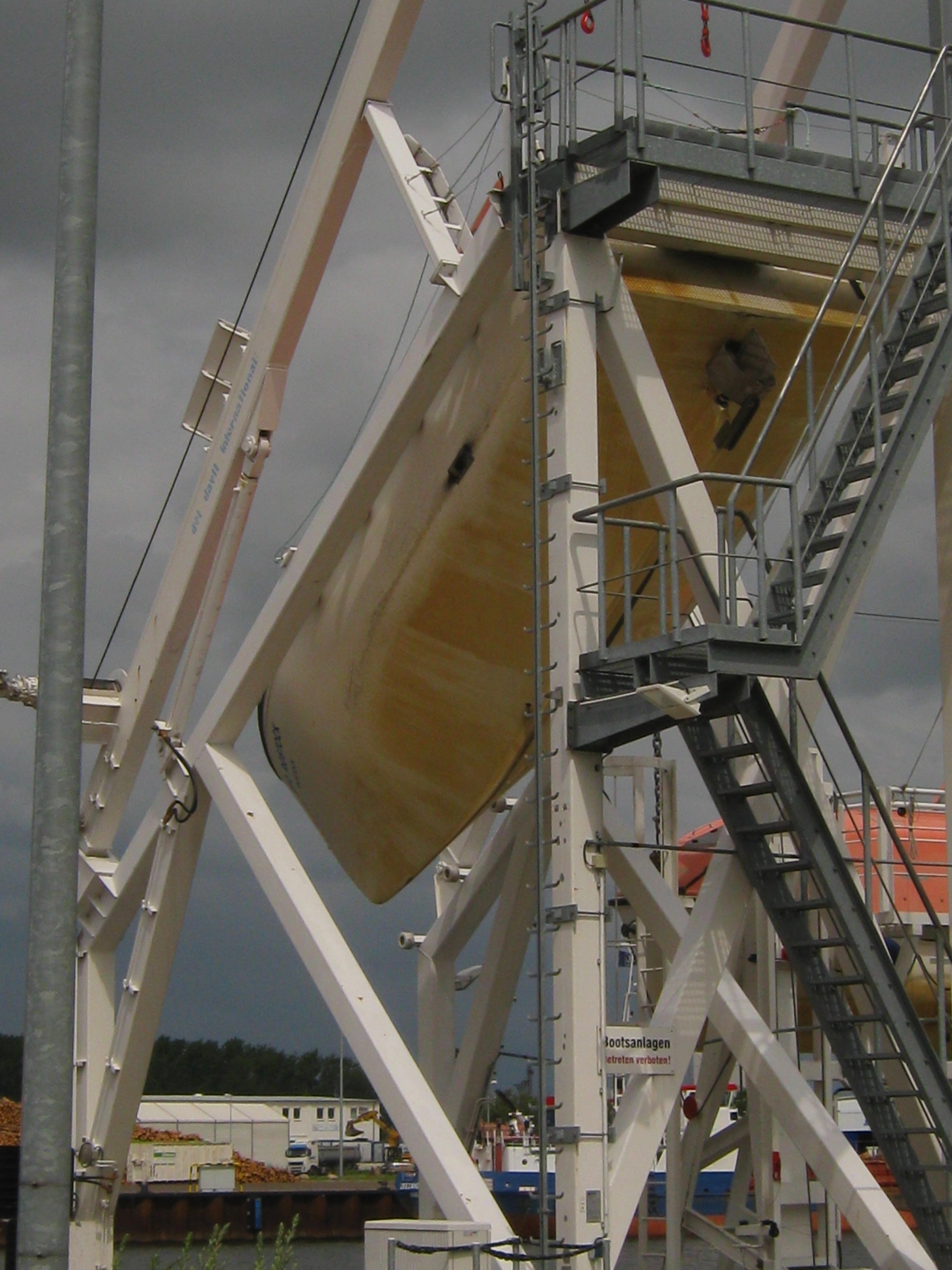
Übungsfallboot in Rostock

Modernes Freifallrettungsboot der Berufsschifffahrt (Typ 1) beim Abgang

Ein Freifallrettungsboot ist eine besondere Form eines Rettungsboots an Bord von Schiffen. Sie unterliegen den Vorschriften der Internationalen Seeschifffahrts-Organisation.

## Geschichte
Das erste Patent für ein Freifallboot wurde 1897 dem Schweden A. E. Falk erteilt. Es handelte sich um ein geschlossenes Boot, das aus etwa drei Metern Höhe vom Heck eines Schiffs gleiten konnte. Im Jahr 1939 reichte ein Kapitän White von der Reederei Bay and River Navigation Company beim Bureau of Marine Inspection and Navigation des US-amerikanischen Department of Commerce ein Konzept für ein Freifallboot (er umschrieb es als unsinkbares Untersee-Rettungsboot) ein, welches von der Behörde aufgrund der zu erwartenden Geschwindigkeit beim Auftreffen auf die Wasseroberfläche als unzureichend und gefährlich eingestuft wurde. Die erste praktische Umsetzung wurde 1959 eingeleitet, als ein niederländischer Kapitän an Joost Verhoef herantrat, dessen Yachtwerft Verhoef Aluminium Scheepsbouw in Aalsmeer die Planung und den Bau übernahm. Das aus Aluminium gefertigte Freifallboot ähnelte einem kleinen U-Boot und wurde 1961 auf einem Seeschiff installiert. Bis Anfang der 1970er Jahre gab es keine weitere Entwicklung oder Fertigung, dann forschten unabhängig voneinander zunächst die norwegischen Unternehmen Harding an einem Freifallboot und Nor Davit, Mjöllner Industrier an einem Abwurfsystem. Im Jahr 1973 übertrug die norwegische Sicherheitsbehörde Norwegian Maritime Directorate dem Norges Skipstekniske Forskningsinstitutt (MARINTEK) die Leitung der Forschung durch die verschiedenen Unternehmen. 1976 wurden erste praktische Tests im Hardangerfjord vorgenommen, im Juni 1977 folgte auf der Öresundsvarvet in Landskrona der erste Testabwurf mit Besatzung vom Schiff Tarcoola und nach weiteren Probeabwürfen erfolgte im September 1978 die Zulassung als Rettungsmittel. In Deutschland war die Erforschung des Freifallrettungsboots Teil des Anfang der 1980er Jahre durchgeführten Forschungsprojekts Schiff der Zukunft. Die ersten daraufhin in Deutschland mit einem Freifallrettungsboot ausgerüsteten Schiffe waren die Ende 1983 und Anfang 1984 in Fahrt gesetzten Kühlschiffe Blumenthal und Bremerhaven der Flensburger Reederei Ernst Jacob.

## Funktionsweise
Freifallrettungsboote sind meist am Heck eines Schiffes angebrachte geschlossene Rettungsboote, die im Notfall ohne äußere Hilfe von einer schrägen Aussetzvorrichtung zu Wasser gleiten und fallen können. Sie sind von den Mannschaftsunterkünften aus schnell erreichbar.
Freifallrettungsboote sind völlig geschlossen, da sie beim Auftreffen auf dem Wasser für kurze Zeit untertauchen. Als Einstieg dient eine Tür am Heck. Die Besatzungsmitglieder sitzen entgegengesetzt der Fahrt- bzw. Fallrichtung. Da die Boote oft aus großer Höhe und mit entsprechend großer Wucht auf dem Wasser aufprallen, müssen sich alle Insassen anschnallen und zusätzlich den Kopf an die Rückenlehne pressen, um Verletzungen zu vermeiden. Die Fallhöhe variiert je nach Schiffstypus, einzelne Versionen erreichen 50 Meter Fallhöhe, zudem muss der Mechanismus auch noch bei Schieflagen (Schlagseite des Mutterschiff) von 20 Grad und mehr zuverlässig funktionieren. Meistens sind die Sitzplätze unter den Besatzungsmitgliedern im Voraus festgelegt; dies soll ein schnelleres Einsteigen ermöglichen. Ein Fallboot hat in der Regel 30–50, manchmal 60 Sitzplätze. Bei größeren Crews werden mehrere Fallboote nebeneinander installiert. Für einen sicheren Abwurf darf das Fallboot auch ein gewisses Mindestgewicht nicht unterschreiten, da sonst der Eintauchvorgang zu stark abgebremst würde, und das Verletzungsrisiko steigt.
Der Auslösemechanismus befindet sich im Inneren und wird vom Führer des Bootes betätigt. Dabei wird mit einem Hebel ein Hydraulikbolzen betätigt, der das ursprünglich arretierte Freifallboot freigibt, so dass es sich getrieben von seiner Gewichtskraft in Bewegung setzt. Nach dem Aufprall aufs Wasser kann das Boot mit seinem eigenen Motor aus der Gefahrenzone manövriert werden. Laut internationalem Schiffssicherheitsvertrag muss es mit bestimmten Gegenständen zur Fortbewegung, zum Bemerkbarmachen sowie zum Schutz und Überleben der Insassen ausgestattet sein. Auf Tankschiffen gibt es auch Freifallrettungsboote mit einem Mechanismus, der einen feinen Sprühnebel um das Boot erzeugt, um im Falle eines Brandes von Öl auf dem Wasser nicht Feuer zu fangen.
Die Ablaufbahn verläuft in einem Winkel von etwa 40° gegenüber der Waagrechten. Dadurch wird erreicht, dass sich das Boot im Fall und nach dem Eintauchen ins Wasser ein Stück von dem Schiff entfernt, um die von ihm drohenden Gefahren (Feuer, Kentersog, Luftblasen) zu vermeiden. Die Ablaufbahn hat Trag- und Führungsrollen, an denen sich das Boot mit seiner Unterseite und den Seitenflächen des Rumpfs oder geeignet gestalteten seitlichen Scheuerleisten entlang bewegt. Damit das Boot auf dem Weg ab Hinauswandern seines Schwerpunkts über die äußersten Unterstützungspunkte keinen wesentlichen Drehmomentimpuls um seine Querachse (Kippbeschleunigung vornüber) erhält, kann die Unterstützungsfläche an der Unterseite des Boots ab Bootsmitte in einem Winkel von 5–10° nach oben geknickt verlaufen, damit Freiraum geschaffen wird für die beginnend abwärts gebogene Translationsbewegung auf einer Wurfparabel. Wird dieses Kippmoment vermieden, trifft das Boot unabhängig von der variablen Ladetiefe des Schiffs die gedachte Wasseroberfläche in einem kleineren Winkelbereich. Man ist bestrebt, das Boot in einem bestimmten Winkel ins Wasser gleiten zu lassen, um die auf die Insassen wirkende Bremsbeschleunigung möglichst gering zu halten.
In Sassnitz auf der Insel Rügen können Gruppen ab 7 Personen einen Abwurf mit dem Fallboot als Touristen-Attraktion buchen.